# جمهوری کنگو
جمهوری کُنگو (به فرانسوی: République du Congo) که برای تمایز با کشور همسایهٔ بزرگ‌تر هم‌نام آن جمهوری دموکراتیک کنگو به نام کنگو برازاویل نیز شناخته می‌شود، کشوری است که در ساحل غربی مرکز آفریقا در غرب رودخانه کنگو قرار دارد و پایتخت آن برازاویل است.
این کشور از غرب با گابن، از شمال‌غربی با کامرون و از شمال‌شرق با جمهوری آفریقای مرکزی، از شرق و جنوب‌شرقی با جمهوری دموکراتیک کنگو، از جنوب با استان برون بومی کابیندا آنگولا و از جنوب‌غربی با اقیانوس اطلس همسایه است.
جمعیت این کشور براساس تخمین سال ۲۰۲۰ حدود ۵٬۵۱۸٬۰۰۰ نفرو زبان رسمی آن فرانسوی است. واحد پول این کشور فرانک سی‌اف‌ای آفریقای میانه (فرانک سی‌اف‌آ) است.

## جغرافیا

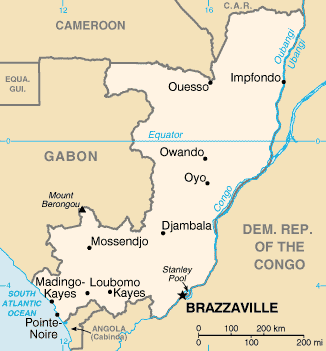

مساحت جمهوری کنگو ۳۴۲۰۰۰ کیلومتر مربع است که از این لحاظ این کشور را در ردهٔ شصت و دومین کشور جهان جای می‌دهد.
جمهوری کنگو با کشورهای آفریقای مرکزی، کامرون، گابن، قسمتی از آنگولا و کنگو (زئیر) همسایه می‌باشد. برازاویل پایتخت کنگو در سال ۲۰۱۵ جمعیتی برابر با ۱٬۳۷۳٬۰۰۰ داشت.
چشم‌انداز طبیعت کنگو تنوعی است از دشت‌های ساحلی، مناطق کوهستانی، فلات‌ها و دره‌های حاصلخیز. حدود ۷۰ درصد از مساحت کشور را جنگل‌های بارانی پوشانده‌است. بلندترین نقطه کشور کوه نابمبا، با ارتفاع ۱۰۲۰ متر در کوهستان مایومبه است.

## تاریخ
منطقه کنگو برازاویل در قدیم تحت سلطه قبایل بانتوزبان بود که با حوزه رودخانه کنگو پیوندهای بازرگانی ایجاد کرده بودند. ساکنان کنگو تا سده پانزدهم میلادی عمدتاً از مردم پیگمه (کوتوله‌تبار) بودند و از قرن پانزده تا ۱۹ بسیاری از کنگویی‌ها به بردگی کشیده می‌شدند. در سده نوزدهم کاشف فرانسوی دوک پیر ساوورنیان به پاسگاهی دورافتاده به نام «برازا اوگو» در نتامو رسید و آن را برازاویل (شهر برازا) نام گذاشت. ساوورنیان در سال ۱۸۸۰ پیمانی با یکی از رؤسای محلی قبایل بست که بر پایه آن از آن پس این منطقه «تحت‌الحمایه» فرانسه شد. بین سال‌های ۱۸۸۵ تا ۱۸۸۷ مرزهای این مستعمره جدید فرانسه کشیده شد و در ۱۸۹۱ رسماً نام کنگوی فرانسه به آن داده شد.
کنگو برازاویل در سال ۱۹۱۰ جزئی از آفریقای استوایی فرانسه شد و سپس در ۱۹۴۶ جزئی از سرزمین‌های فرادریا (ماورالبحر) فرانسه به‌شمار آمد. در سال ۱۹۵۸ این منطقه تبدیل به یک جمهوری خودگردان در چارچوب مستعمرات فرانسه شد و یک کشیش سابق به نام فولبرت یولو که از ملی‌گرایان بود به نخست‌وزیر آن رسید.
کنگوی برازاویل در سال ۱۹۶۰ به استقلال کامل دست یافت و به عنوان جمهوری کنگو شناخته شد. فولبرت یولو به رئیس جمهوری این کشور رسید و دولتی ائتلافی را متشکل از سه حزب تشکیل داد.
در سال ۱۹۶۲، رئیس‌جمهور یولو این سه حزب را در حزبی به نام جنبش ملی انقلاب ادغام کرد. رئیس‌جمهور همه تلاش خود را انجام داد تا ژوزف کاساووبو که هم‌قبیله‌ای خود از قبیله باکونگو بود را در قدرت نگه دارد. یولو در سال ۱۹۶۳ خلع شد و آلفونس ماسامبا-دبات به ریاست‌جمهوری رسید. ماسامبا رویه میانه‌روی چپی را ادامه داد و روابط کشور را با کنگو کینشاسا پس از آنکه سرهنگ موبوتو در آنجا قدرت را در دست گرفت بهبود بخشید.
در ۴ سپتامبر ۱۹۶۸ مارین نگوآبی به قدرت رسیده و رئیس‌جمهور شد. در این دوره «حزب کار کنگو» تنها حزب سیاسی مجاز اعلام شد. این حزب مارکسیسم لنینیسم را مبنای خود قرار داد و نگوآبی به عنوان دبیرکل «حزب کار کنگو» انتخاب شد. در سال ۱۹۷۰، جمهوری خلق کنگو اعلام موجودیت کرد.
سیاست خارجی نگوآبی بر رابطه با اتحاد جماهیر شوروی و فرانسه متمرکز شده‌بود و وی خواستار پیوندهای نزدیک با این دو کشور بود.
در مارس ۱۹۷۷ نگوآبی به قتل رسید. رئیس‌جمهور پیشین آلفونس ماسامبا-دبات در ارتباط با این قتل محاکمه شد. به عنوان جانشین نگوآبی، ژاک یومبی-اوپانگو منصوب شد که ریاست کمیته نظامی «حزب کار کنگو» را نیز به دست گرفت. در سال ۱۹۷۹ کنگو به حکومتی غیرنظامی دست یافت که دنیس ساسو-نگسو رئیس‌جمهور آن و هم‌زمان دبیرکل «حزب کار کنگو» بود.
در ماه ژوئیه سال ۱۹۸۷ علیه حکومت ساسو-نگسو یک کودتای نظامی رخ داد اما شکست خورد. ساسو-نگسو در سپتامبر همان سال موفق شد با کمک نیروهای فرانسوی، شورشی را در شمال کشور سرکوب کند. در پایان سال ۱۹۸۹، یک حزب از مخالفان دولت به نام «اتحاد برای دموکراسی کنگو» بنیاد شد. ساسو-نگسو در سال ۱۹۹۱ برنامه‌های خود برای تبدیل کنگو به یک کشور دارای دموکراسی را علنی کرد.
در سال ۱۹۹۲، یک قانون اساسی جدید و دموکراتیک به تصویب رسید و نام کشور به جمهوری کنگو تغییر کرد. موقعیت انحصاری «حزب کار کنگو» در سیاست این کشور نیز لغو شد.
در انتخابات مجلس در سال ۱۹۹۲، «اتحادیه سراسری آفریقا برای سوسیال دموکراسی» (UPADS) بزرگ‌ترین حزب شد. پاسکال لیسوبا رئیس‌جمهور شد و استفان بونگهو-نوآره را به عنوان نخست‌وزیر خود برگمارد. اما در اکتبر سال ۱۹۹۷ رئیس‌جمهور لیسوبا منصب نخست‌وزیری را حذف کرد. در سال ۱۹۹۳ «اتحادیه سراسری آفریقا برای سوسیال دموکراسی» بار دیگر برنده انتخابات شد، اما اپوزیسیون این حزب را به تقلب در انتخابات متهم کرد. شورش و ناآرامی در بین سال‌های ۱۹۹۳ و ۱۹۹۷ تلفات و کشته‌های زیادی برجای گذاشت. در سال ۱۹۹۶، آزادی بیان ممنوع شد و بر مطبوعات آزاد نیز در این کشور نقطه پایانی نهاده شد.
رئیس‌جمهور پیشین، دنیس ساسو-نگسو، که پس از اقامت در فرانسه دوباره به کنگو آمده بود، از سوی پاسکال لیسوبا، رئیس‌جمهور، احتمالاً به عنوان یک تهدید بالقوه دیده می‌شد. لیسوبا به ارتش دستور داد تا خانه ساسو-نگسو را محاصره کنند اما شبه‌نظامیان در خدمت ساسو-نگسو در برابر این محاصره مقاومت کردند. ساسو-نگسو موفق به فرار شد و بعداً در اکتبر ۱۹۹۷ توانست با پشتیبانی نیروهای نظامی خود و آنگولا کودتایی را ترتیب دهد و به ریاست‌جمهوری برسد. او سپس وعده داد که پس از سه سال دموکراسی را به کشور بازگرداند.
در سال ۲۰۰۲، رئیس‌جمهور وقت ۹۰ درصد از آرا را در انتخابات ریاست جمهوری به دست آورد و یک قانون اساسی جدید نیز به تصویب رسید که قدرت زیادی را به رئیس‌جمهور واگذار نمود.

## سیاست

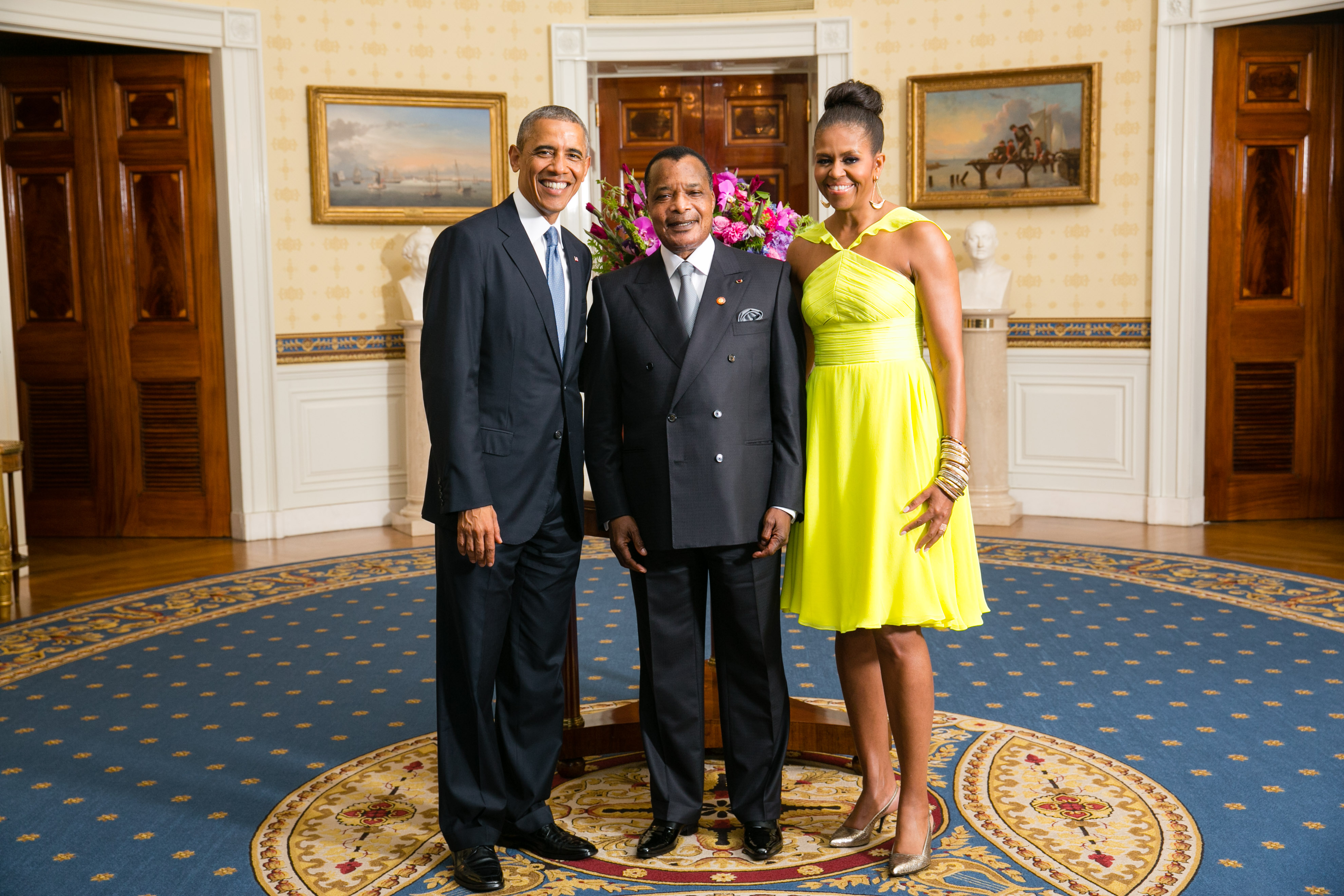
دنیس ساسو نگسو رئیس جمهور کنگو میان باراک و میشل اوباما

جمهوری خلق کنگو از سال ۱۹۶۹ تا ۱۹۹۲ دولتی مارکسیست-لنینیستی و تک‌حزبی داشت. از سال ۱۹۹۲ در این کشور انتخابات چندحزبی برگزار شده‌است، هرچند دولتی که به صورت دموکراتیک انتخاب شده بود در سال ۱۹۹۷ در جریان جنگ داخلی جمهوری کنگو خلع شد.
نام رسمی این کشور جمهوری کنگو و نوع حکومت این کشور جمهوری و با دو مجلس قانون‌گذاری است.
رئیس‌جمهور در این کشور با رای عمومی مردم برای دوره‌ای هفت ساله انتخاب می‌شود. رئیس کابینه نخست‌وزیر است که او و اعضای کابینه را رئیس‌جمهور تأیید می‌کند.
مجلس ملی این کشور ۶۶ کرسی دارد که نمایندگان آن با رای مردم برای دوره‌ای پنج ساله انتخاب می‌شوند. قانون اساسی جدید این کشور در سال ۲۰۰۲ میلادی تصویب شده‌است. نظام حقوقی آن برگرفته از نظام حقوقی فرانسه است.
بر اساس قانون جدید انتخاباتی، در انتخابات پارلمانی جمهوری کنگو که پانزدهم ژوئیه ۲۰۱۳ برگزار شد، شمار کرسی‌های مجمع ملی این کشور از یکصد و سی و هفت کرسی به یکصد و سی و نه کرسی افزایش یافت.
در ابتدا قرار بود انتخابات پارلمانی کنگو برازاویل ماه ژوئن آن سال برگزار شود، اما این انتخابات به علت انفجار در انبار مهمات و تسلیحات که چهارم ماه مارس در برازاویل روی داد و سیصد نفر را کشته و هزاران نفر را آواره کرد، به تعویق افتاد.
در این انتخابات پارلمانی، حزب کار کنگو برازاویل به ریاست دنیس ساسو نِگِسو رئیس جمهوری این کشور با کسب هشتاد و نه کرسی از مجموع یکصد و سی و شش کرسی اکثریت مطلق را به‌دست آورد.
این حزب که از سال ۱۹۹۷ قدرت را در کنگو برازاویل در دست داشته در دور نخست این انتخابات که پانزدهم ژوئیه برگزار شد پنجاه و هفت کرسی را از آن خود کرد.

### ریاست جمهوری ساسو نگسو
دنیس ساسو نگسو از زمان کودتای سال ۱۹۷۹ به‌طور متناوب، رئیس‌جمهور کنگو است؛ وی در انتخابات سال ۱۹۹۲ شکست خورد اما در سال ۱۹۹۷ با جنگی که بیشتر مناطق پایتخت را ویران کرد به قدرت بازگشت. وی در سال ۲۰۰۲ در حالی که رقبای اصلی او انتخابات را تحریم کرده یا انصراف دادند، در انتخابات پیروز شد.

## تقسیمات کشوری
کنگو برازاویل به ۱۲ استان (به فرانسوی: département) تقسیم شده‌است. هر یک از این استان‌ها نیز به نوبه خود به بخش‌هایی (communes) تقسیم‌بندی شده‌اند.
| استان                  | به فرانسوی    | مرکز استان | به فرانسوی   |
| ---------------------- | ------------- | ---------- | ------------ |
| بوئنزا                 | Bouenza       | مادینگو    | Madingou     |
| پلاتو                  | Plateaux      | جامبالا    | Djambala     |
| پوآن نوآر              | Pointe-Noire  | پوآن نوآر  | Pointe-Noire |
| پول                    | Pool          | کینکالا    | Kinkala      |
| سانگها                 | Sangha        | اوئسو      | Ouésso       |
| کووت                   | Cuvette       | اوئاندو    | Owando       |
| کووت شرقی              | Cuvette-Ouest | اوو        | Ewo          |
| کویلو                  | Kouilou       | پوآن نوآر  | Pointe-Noire |
| لکومو                  | Lékoumou      | سیبیتی     | Sibiti       |
| لیکوآلا                | Likouala      | ایمپفوندو  | Impfondo     |
| نیاری                  | Niari         | دولیسی     | Dolisie      |
| منطقه پایتختی برازاویل | Brazzaville   |            |              |

## مردم
در سال ۲۰۲۰ میلادی جمعیت این کشور ۵٬۵۱۸٬۰۰۰ نفر بوده‌است.
ترکیب اقوام این کشور عبار است از ۴۸٪ کنگویی، ۲۰٪ سانگها، ۱۷٪ تِکِه، ۱۲٪ مبوشی و ۳٪ اروپایی و غیره.
| ادیان در کنگو برازاویل | ادیان در کنگو برازاویل | ادیان در کنگو برازاویل | ادیان در کنگو برازاویل | ادیان در کنگو برازاویل |
| ---------------------- | ---------------------- | ---------------------- | ---------------------- | ---------------------- |
| دین                    | دین                    |                        | درصد                   | درصد                   |
| کلیسای کاتولیک         | کلیسای کاتولیک         |                        | ۵۰٫۵٪                  | ۵۰٫۵٪                  |
| پروتستانتیسم           | پروتستانتیسم           |                        | ۴۰٫۲٪                  | ۴۰٫۲٪                  |
| مسلمان                 | مسلمان                 |                        | ۱٫۳٪                   | ۱٫۳٪                   |
| روح‌باوری               | روح‌باوری               |                        | ۲٫۲٪                   | ۲٫۲٪                   |
| بهائیت                 | بهائیت                 |                        | ۰٫۴٪                   | ۰٫۴٪                   |
| غیره                   | غیره                   |                        | ۲٫۲٪                   | ۲٫۲٪                   |

## شهرهای مهم
پوانت نوار (۷۱۵٬۰۰۰ نفر)، دولیسیه (۸۴٬۰۰۰ نفر)، انکایی (۷۱٬۰۰۰ نفر)، اوئسّو (۲۸٬۰۰۰ نفر)

## زبان
زبان رسمی کنگو برازاویل فرانسوی می‌باشد، اما در این کشور به زبان‌های لینگا، کیکُنگو و گویش تکّه نیز صحبت می‌شود.

## یکای پول
جمهوری کنگو از فرانک سی‌اف‌ای آفریقای میانه استفاده می‌کند که هر فرانک به ۱۰۰ سانتیم تقسیم می‌شود.